# Palworld
Palworld — це пригодницька відеогра з елементами симулятора виживання від японської компанії Pocket Pair. Гру було анонсовано у 2021 році, ранній доступ для Windows, Xbox One і Xbox Series X/S став доступним в січні 2024 року.
Дія гри відбувається у відкритому світі, населеному твариноподібними істотами «палами» (англ. pals, приятелі). Гравці можуть битися та захоплювати «палів», щоб використовувати їх для будівництва бази, переміщення чи бою. У Palworld можна грати як одноосібно, так і онлайн до 32 гравців на одному сервері.
Комедійна концепція гри, що передбачає використання вогнепальної зброї та екіпірування нею «палів», принесла їй прізвисько «Покемони зі стволами». Серед інших особливостей гейплею гри, що привернули до неї увагу: вживання «палів» в їжу або використання їх для роботи в шахтах і фабриках. Загалом гра отримала схвальні відгуки, рецензенти позитивно оцінили ігровий процес, зміст і сатиричні елементи, але критикували гру за шокуючий гумор і використання «неоригінальних» дизайну і механіки.
За перші три дні раннього доступу було продано 5 мільйонів копій гри. В Steam Palworld стала третьою найпопулярнішою грою на платформі за кількістю одночасно граючих користувачів з позначкою в 1.5 мільйона осіб.

## Ігровий процес
Palworld є грою у відкритому світі від третьої особи. Гравець може налаштувати свого персонажа. Як і в інших іграх на виживання, гравцю необхідно контролювати рівень голоду, збирати матеріали, майструвати предмети та будувати бази, які також є точками швидкого переміщення. В міру розблоковування технологічного дерева гравець має змогу створювати та використовувати новішу зброю, конструкції та декорації.
На островах, які має досліджувати гравець, мешкає понад 100 істот, відомих як «пали». Гравець безпосередньо вступає у бій з палом, щоб ослабити його та захопити, використовуючи «Сфери». Палів також можна купувати у неігрових персонажів (NPC) або обмінювати в інших гравців. Після захоплення пала його можна використовувати для боїв або розміщувати на базах для допомоги у збиранні сміття, майструванні предметів, приготуванні їжі і т. д., залежно від їхнього типу. У кожного пала є навичка, що дозволяє використовувати його як зброю або як засіб пересування.
Антагоністами гри виступають різні угруповання, такі як злочинний синдикат, визвольний рух палів і поліцейські сили оборони острова, очолювані могутніми тренерами, що проживають у Вежах і виступають як головні боси гри. У фракцій є неігрові персонажі, які час від часу з'являються в ігровому світі, патрулюючи або б'ючись один з одним, вони ворожі до гравця і можуть битись з ним за допомогою зброї. У грі також є система рівнів розшуку, де, якщо гравець вчиняє злочин (зазвичай проти людей, наприклад напад), інші NPC люди стають ворожими до нього, його починають відстежувати солдати, атакуючи, поки він не буде вбитий або не зможе втекти від переслідування.

## Розробка
Розробником та видавцем Palworld виступила незалежна компанія з Токіо Pocket Pair. Це їхній другий проєкт у жанрі виживання у відкритому світі після гри Craftopia. Як і в Palworld, в ній використовується ігрові елементи, що нагадують Minecraft і The Legend of Zelda: Breath of the Wild, але з акцентом на механіці колекціонування істот, популяризованій франшизою Pokémon.
За словами розробників, головним джерелом натхнення для них був не Pokémon. Генеральний директор компанії Такуро Мізобе підкреслював, що концепція Palworld базувалася на Ark: Survival Evolved, в якій також були динозаври-компаньйони. У свою чергу, натхненням для механіки виживання та ігрових завдань слугувала гра Rust, а дизайн істот створений під вплив серії Dragon Quest. На ранніх етапах розробки було вирішено перенести гру з двигуна Unity, на якому ґрунтувалися всі попередні проєкти Pocket Pair, на Unreal Engine. Бюджет гри перевищив 1 мільярд ієн, компанія найняла понад 40 додаткових співробітників.

## Випуск
Анонс гри відбувся 5 червня 2021 року з докладним описом ключових функцій, таких як виживання, майстрування предметів, дослідження, використання істот та багатокористувацький режим. У наступні роки з'явилася докладніша інформація, гру демонстрували в рамках таких заходів, як Tokyo Game Show, де розробники підтвердили реліз для консолей Xbox, на додачу до ПК, та Summer Game Fest, де було оголошено приблизну дату запуску раннього доступу — січень 2024 року.
Випуск гри в ранньому доступі відбувся 19 січня 2024 в Steam і Xbox Game Preview (доступна з Game Pass з першого дня), як очікується, проєкт пробуде в цьому статусі як мінімум впродовж одного року. До запланованих оновлень входять: PvP-режим, кланові рейди та міжсерверна торгівля палами.